# Belle-Isle

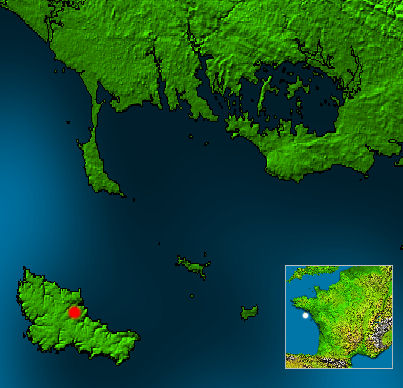
Marca branca: Localização de Belle Île na França.
Marca vermelha: Localização da vila de Le Palais em Belle Île.

Belle-Isle, Belle Île, Belle-Île-en-Mer ou, em português, Bela Ilha (em bretão: Enez ar Guerveur), é uma ilha do golfo da Gasconha, sita próximo à costa da Bretanha, a sueste da cidade portuária de Lorient, pertencente ao departamento de Morbihan. A ilha tem 87 km² de área e uma população residente de aproximadamente 4 500 habitantes.

## Enquadramento geográfico
Belle-Isle é a maior das ilhas da costa bretã, constituindo, com as vizinhas ilhas de Houat e de Hoëdic, o chamado arquipélago bretão. Enez ar Gerveur, o nome bretão da ilha, significa ilha da Cidadela, uma referência à grande fortaleza de Le Palais.
A beleza da ilha fez com que a poetisa local Eva Jouan, lhe desse o cognome de a bem nomeada, num dos poemas da sua colectânea "De la grève", publicada em 1896.
Belle-Isle, ou como é mais em geral chamada, Belle-Île-en-Mer, não deve ser confundida com Belle-Isle-en-Terre, uma comuna da região de Côtes-d'Armor.
A capital administrativa da ilha é a vila portuária de Le Palais, povoação dominada pela grande fortaleza piramidal ali construída nos finais do século XVII por Sébastien Le Prestre de Vauban.
Administrativamente a ilha constitui um cantão, dividido nas comunas de:
- Bangor, pequeno burgo situado no interior da ilha;
- Le Palais, o porto principal e o centro administrativo e cívico da ilha;
- Locmaria, pequena vila situada no extremo sueste da ilha;
- Sauzon, porto secundário, com ligações de ferry apenas na época alta.

Os dois portos principais são Le Palais (acessível por ferry desde Quiberon) e Sauzon (acessível por ferry desde Quiberon e Lorient).
A ilha é rodeada por costas rochosas, mas o interior é recoberto por solos ricos e férteis, nos quais estão instaladas pastagens e culturas arvenses. Os habitantes dedicam-se à agricultura, criação de cavalos, pesca, em especial da sarda. O comércio centra-se no comércio de produtos agrícolas e da pesca.
Durante o verão a população da ilha aumenta consideravelmente, dado que nela existem numerosas residências secundárias para veraneio, aproveitando a pacatez da ilha e as suas praias. A população estival ultrapassa os 20 000 habitantes, sendo o turismo a principal fonte de rendimento da ilha.
A ilha serviu de cenário a uma parte da novela O homem da máscara de ferro de Alexandre Dumas, pai, e foi cantada por Laurent Voulzy, na canção epónima.

## História
O rei Carlos IX de França deu o senhorio da ilha a Albert de Gondi, duque de Retz, o famoso Marechal de Retz, como marquesado, tendo o filho deste vendido os direitos sobre a ilha em 1658 ao então Intendente das Finanças Nicolas Fouquet, que fortificou a ilha. O neto de Nicolas Fouquet foi o conhecido Louis-Charles-Auguste Fouquet, duque de Belle-Isle, mais conhecido por Marechal Belle-Isle, o qual em 1718 a cedeu à coroa em troca do condado de Gisors.
Ao largo de Belle-Isle ocorreu a 20 de Novembro de 1759 uma batalha naval entre uma armada francesa, comandada por Hubert de Brienne, conde de Conflans, e uma armada britânica, comandada pelo vice-almirante Sir Edward Hawke, quando esta tentava forçar a entrada no porto de Quiberon. A batalha foi vencida pelas forças britânicas.
A partir de 1765, um importante contingente de habitantes da Acádia, fugidos à deportação forçada pela perda das colónias francesas da América do Norte para a Grã-Bretanha, veio fixar-se na ilha. Daí nasceram laços que depois determinaram novas migrações e que fazem com que a maior parte das famílias oriundas de Belle Île tenha entre os seus antepassados retornados da Acádia, mantendo-se ainda uma forte ligação com as comunidades da Acádia, tanto nas províncias atlânticas do Canadá como na Luisiana, em particular em New Orleans.

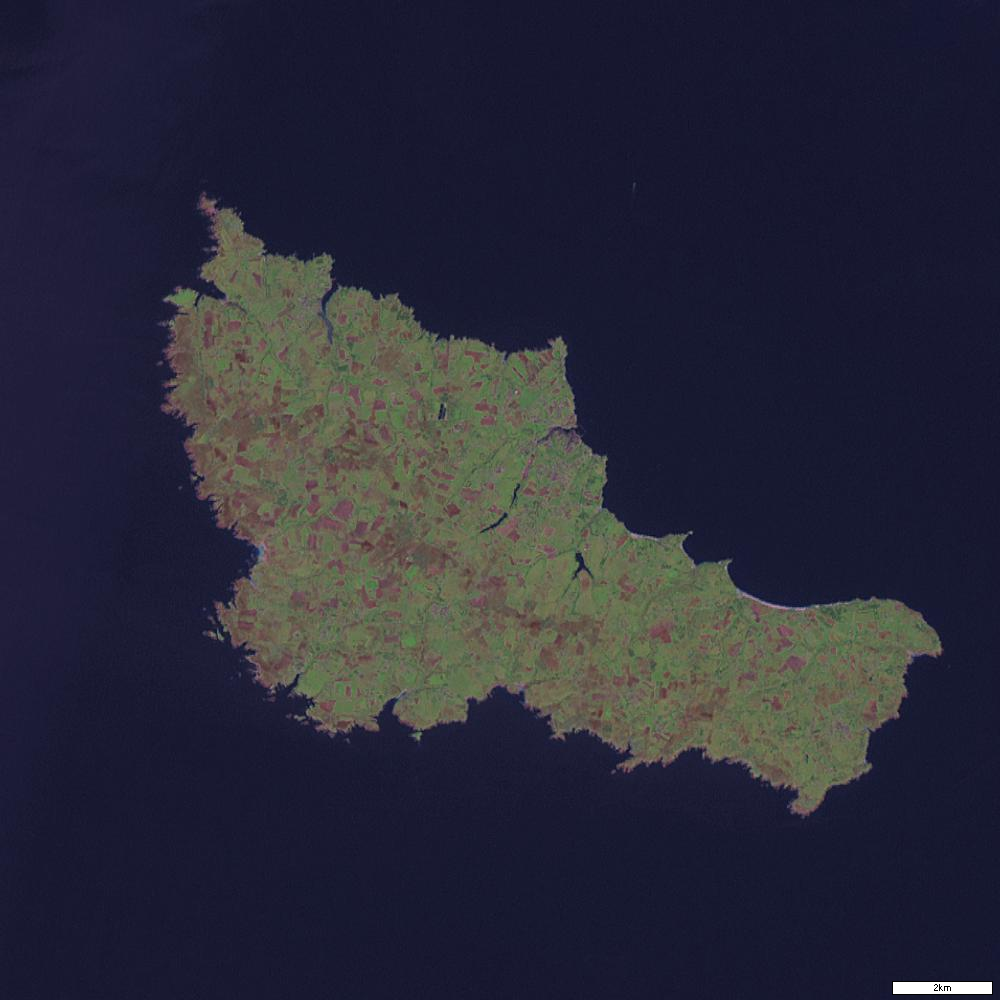
Imagem obtida por satélite de Belle-Isle (NASA - 1000x1000 pixels).

Em 1876 a ilha tinha cerca de 11 000 habitantes, tendo sofrido, antes e depois dessa data, forte emigração. Parte importante da população partiu para as antigas colónias francesas da América do Norte e depois para o Canadá francófono.
Em 1880 foi aí criada uma Colónia Marítima para menores delinquentes, tendo sido instalada numa ala disciplinar acrescentada aos edifícios da cidadela de Belle-Île (construída em 1848 para acolher presos políticos) (fonte: António Carlos Duarte-Fonseca, Internamento de Inimputáveis, Coimbra Editora, pág. 90 e seguintes)

### Belle-Isle e Portugal
Apesar da sua pequenez e isolamento, Belle-Isle desempenhou por duas vezes importante papel na história portuguesa como local de acantonamento de tropas portuguesas refugiadas no estrangeiro e de preparação de incursões armadas.
Aquando da união das coroas de Portugal e Castela em 1580, foi em Belle-Isle que as forças fiéis a D. António I, prior do Crato, se reuniram, e foi de Belle Isle que ele partiu em 1582 à conquista dos Açores, na malfada expedição que soçobraria na Batalha Naval de Vila Franca do Campo.
Novamente, aquando da guerra civil entre liberais e absolutistas, foi em Belle-Isle que se congregaram as forças liberais acossadas pelos absolutistas e pelas incompreensões inglesas e francesas para partirem, também desta vez, rumo à Terceira, nos Açores, com D. Pedro IV à cabeça, para começar a longa caminhada que os conduziria ao desembarque no Mindelo e à vitória de Évora-Monte em 1834.

## Lugares de interesse
- A cidadela de Vauban em Le Palais.
- As formações rochosas de formas fantasiosas de Port-Coton, imortalizadas pelo pintor Claude Monet.
- A gruta de l'Apothicairerie, uma caverna marinha cujo nome (Gruta do Boticário) deriva dos numerosos ninhos de aves ali existentes, com formas que fazem lembrar frascos de farmácia.
- O farol de Goulphar.
- A casa de Sarah Bernhardt.